# (1115) Sabauda
(1115) Sabauda – planetoida z pasa głównego asteroid okrążająca Słońce w ciągu 5 lat i 178 dni w średniej odległości 3,11 au. Została odkryta 13 grudnia 1928 roku w obserwatorium w Pino Torinese przez Luigiego Voltę. Nazwa planetoidy pochodzi od łacińskiej nazwy dynastii sabaudzkiej. Przed nadaniem nazwy planetoida nosiła oznaczenie tymczasowe (1115) 1928 XC.